# إلتون فاتا
إلتون فاتا (بالألبانية: Elton Vata‏) هو لاعب كرة قدم ألباني في مركز حراسة المرمى، ولد في 13 أبريل 1998 في كوكس في ألبانيا. لعب مع نادي لاتشي.

## وصلات خارجية
- إلتون فاتا على موقع قاعدة بيانات كرة القدم.إي يو (الإنجليزية)
- إلتون فاتا على موقع Soccerway.com (الإنجليزية)